# 黃頁地圖
黃頁地圖是電訊盈科旗下的電訊指南有限公司跟地政總署合作在1999年11月19日推出的網上地圖，提供與天氣、食店、交通有關的資訊。它因1999年4月8日電訊指南有限公司投得政府項目「衣食住行網上圖計劃」而誕生，並使用源自香港政府的數碼地圖。其他資料則由「網上黃頁」資料庫等來源提供。

## 歷史
香港黃頁網站由電訊指南有限公司擁有。1998年11月，它運用香港政府的地理信息系统，在黃頁網站推出互動地圖功能，讓使用者在黃頁搜尋商店時能見到對應的位置圖。電訊指南業務拓展總經理李業峰表示此舉得到用家歡迎，於是決定投標政府項目「衣食住行網上圖計劃」。1999年4月8日，電訊指南有限公司正式跟政府簽訂項目合約，開始製作黃頁地圖。11月19日，它以「黃頁資訊圖」的名義推出到市面，與中原地圖一起成為首兩款使用香港政府數據的地圖。並有計劃取代互動地圖。
2000年9月至11月左右，黃頁地圖每日平均瀏覽量有7萬頁，次年同一時期每日平均瀏覽人次為380萬。2001年11月，電訊盈科表示黃頁地圖因擁有充足的廣告商投放廣告，故「已達收支平衡」。
該公司在2000年時計劃把黃頁地圖普及到個人數碼助理等移動電子設備，次年實現。2003年，香港爆發嚴重急性呼吸道症候群疫情。該網站於是推出「防炎資訊圖」，把受感染者的居住大廈以地圖方式顯示，並會顯示受感染人數等數字和相關新聞。2011年時它作出了更新，並由黃婉曼在活動中介紹。2015年4月1日，黃頁地圖停止運作。

## 功能
黃頁地圖使用源自香港政府的數碼地圖，並包含取自「網上黃頁」資料庫的資料。它還採用了美國ESRI公司的ArcIMS地理信息系统伺服器。由於「衣食住行網上圖計劃」旨在為香港市民「提供生活資訊」，所以黃頁地圖免費開放給大眾使用。初推出時包含香港4萬多間商店的位置，並加入800多張香港旅遊景點的照片予人參考。2003年《文匯報》的報導指出，它有八種不同的地圖縮放比例，最高比例為1比1,000。
黃頁地圖最遲在2000年開始提供與天氣、食店、交通有關的資訊，容許用戶以實體名稱搜尋。到2001年時它能顯示香港逾5萬間食店和商店的資料。
黃頁地圖初推出時提供26個「實時交通影像」予使用者觀看，能讓他們遙距了解香港主要幹道的交通狀況，一年後增至43個。此外用家亦能透過地圖內的「點到點搜尋」功能，以輸入起點和目的地的方式尋找綠色專線小巴路線。2001年11月19日，黃頁地圖推出香港首個公共交通路線搜尋器，讓用戶可以搜尋地鐵、九廣鐵路、三間巴士公司的路線。同年推出把地圖以電子郵件方式傳送給其他人的功能。

## 迴響
1999年，《香港經濟日報》在測試以黃頁地圖尋找食店時，批評其資料還是不完善。次年《南華早報》的尼爾·泰勒（Neil Taylor）形容它較中原地圖設計得更好，而且資訊較多。2001年，《飲食男女》的評論形容黃頁地圖為眾多電子地圖當中最方便實用的一款。2003年，《文匯報》的報導讚揚它的生活資訊「巨細無遺」。2006年，《PC Market》同樣讚揚它「詳細」。

## 外部連結
- 黃頁地圖的介面存檔一覽